# Cryptus kashmirensis
Cryptus kashmirensis là một loài tò vò trong họ Ichneumonidae.